# 三崎由紀
三崎 由紀（みさき ゆき、1962年8月18日 - ）は、元女性キャスター。

## 来歴・人物
津田塾大学学芸学部卒業。1985年、住友商事入社。1988年に退社し、フリーアナウンサーとなる。
ファッション誌には、楠田枝里子司会の科学番組でレポーターを担当した三崎は、マスコミ志望だったがすべての局のアナウンサー採用試験に不合格になり、別の業種に就職したがキャスターへの思いは捨てきれず、事務所（オフィス・トゥー・ワン）に売り込み、キャスターの道へ。数々の番組を担当したあと「ザ・スクープ」のキャスターを務め、スカパーのCMを境に引退。引退後1996年6月に日本コカ・コーラに広報として入社。

## 出演作品

### テレビ
| 期間           | 期間           | 番組名                                             | 役職                          |
| -------------- | -------------- | -------------------------------------------------- | ----------------------------- |
| 住友商事退社後 | 住友商事退社後 | CNNデイウォッチ（テレビ朝日）                      | キャスター                    |
| 1988年4月      | 1990年3月      | 紳助・ケントの世界がお呼びです!（毎日放送）        | レギュラー司会                |
| 1991年4月      | 1993年3月      | 筑紫哲也 NEWS23（TBS）                             | 月～木曜日第2部担当キャスター |
| 1991年4月5日   | 1991年9月28日  | NNNニュースプラス1【金曜日・土曜版】（日本テレビ） | キャスター                    |
| 1991年4月6日   | 1991年9月29日  | NNN日曜夕刊（日本テレビ）                          | キャスター                    |
| 1993年4月      | 1995年9月      | ザ・スクープ（テレビ朝日）                         | メインキャスター              |

### ラジオ
- ぱぱらナイト（文化放送）

### 映画
- プロジェクトA子（ナビゲーター）